# Lỗ Tấn
Lỗ Tấn (tiếng Trung: 魯迅; bính âm: Lǔ Xùn, 25 tháng 9 năm 1881 – 19 tháng 10 năm 1936) là một trí thức cánh tả nổi tiếng có ảnh hưởng lớn đến văn học Trung Quốc đương thời cũng như sau này.

## Tiểu sử
Lỗ Tấn có nguyên danh là Chu Chương Thọ (周樟壽 - giản thể 周樟寿), tự Thụ Nhân (樹人), hiệu Dự Tài (豫才), Dự Sơn (豫山), Dự Đình (豫亭), sinh ngày 25 tháng 9 năm 1881 tại huyện Thiệu Hưng, tỉnh Chiết Giang trong một gia đình quan lại đã sa sút.
Cha ông là Chu Bá Nghi - 周伯宜 (1861–1896) đỗ tú tài nhưng không được ra làm quan, bị bệnh mất sớm. Mẹ của ông là Lỗ Thụy - 鲁瑞 (1858–1943). Bà đã sớm có ảnh hưởng đến khả năng văn chương của Lỗ Tấn qua việc bà kể cho ông nghe nhiều truyện cổ dân gian. Lỗ Tấn là bút danh ông lấy từ họ mẹ "Lỗ". Thuở nhỏ ông thường đi học muộn, ông đã tự tay cầm dao thích chữ Tấn trên mặt bàn học để nhắc nhở bản thân phải nhanh nhẹn khẩn trương. Chính vì vậy sau này khi viết văn ông đã lấy bút danh là Lỗ Tấn.
Năm 1899, ông đến Nam Kinh theo học ở Thủy sư học đường (trường đào tạo nhân viên hàng hải). Hai năm sau, ông thi vào trường Khoáng lộ học đường (đào tạo kỹ sư mỏ địa chất). Năm 1902, Lỗ Tấn du học Nhật Bản, tại đây ông tham gia Quang Phục Hội, một tổ chức chính trị của người Hoa.
Sau hai năm học tiếng Nhật, năm 1904, ông chính thức vào học ngành y ở trường Đại học Tiên Đài. Năm 1906, ông thôi học và bắt đầu hoạt động văn nghệ bằng việc dịch và viết một số tiểu luận giới thiệu các tác phẩm văn học châu Âu như thơ Puskin, tiểu thuyết khoa học viễn tưởng của Jules Verne. Năm 1909, vì hoàn cảnh gia đình, Lỗ Tấn trở về Trung Quốc. Ông dạy ở trường trung học Thiệu Hưng và có làm hiệu trưởng trường sư phạm Thiệu Hưng một thời gian.
Từ 1920 đến 1925, Lỗ Tấn làm việc tại các trường Đại học Bắc Kinh, Cao đẳng Sư phạm Bắc Kinh và Đại học nữ Sư phạm Bắc Kinh. Năm 1926, ông tới Hạ Môn (tỉnh Phúc Kiến) và làm việc tại trường Đại học Hạ Môn. Đầu năm 1927, Lỗ Tấn đến Quảng Châu, làm trưởng phòng giáo vụ kiêm chủ nhiệm khoa văn của trường Đại học Trung Sơn. Tháng 10 năm 1927, ông rời Quảng Châu tới Thượng Hải. Ông mất ngày 19 tháng 10 năm 1936. Mặc dù là nhà văn cánh tả, Lỗ Tấn chưa bao giờ tham gia Đảng Cộng sản Trung Quốc.
Chủ tịch Mao Trạch Đông xem Lỗ Tấn là "bậc vĩ nhân của cách mạng văn hóa Trung Quốc", lại nói: "Lỗ Tấn là thánh nhân của vô sản cũng như Khổng Tử là thánh nhân của phong kiến."

## Sự nghiệp
Lỗ Tấn rất ưa thích các tác phẩm của Nikolai Gogol. Năm 1918, truyện ngắn đầu tay của Lỗ Tấn là Nhật ký người điên được đăng lần đầu trên tờ Tân thanh niên, số tháng 5-1918, truyện được lấy tên dựa theo truyện ngắn Nhật ký của một người điên của Gogol. Từ 1918 đến 1927, Lỗ Tấn viết nhiều truyện ngắn và tạp văn. Về truyện ngắn có 2 tập: Gào thét (14 truyện) và Bàng hoàng (11 truyện). Về tạp văn có 7 tập. Giai đoạn từ 1928 đến khi mất, ông viết tập truyện ngắn Chuyện cũ viết lại (gồm 8 truyện) và 9 tập tạp văn. Ngoài ra, ông còn dịch nhiều tác phẩm văn học hải ngoại ra tiếng Hán.
Một số tác phẩm tiêu biểu:
- Nhật ký người điên (1918), truyện ngắn
- AQ chính truyện (1921–1922), truyện vừa
- Gào thét (1922), tập truyện ngắn
- Cỏ dại (1924), tập tạp văn
- Bàng hoàng (1925), tập truyện ngắn
- Lược sử tiểu thuyết Trung Quốc (1925), nghiên cứu
- Kinh nghiệm sáng tác (1933), tập tạp văn
- Chuyện cũ viết lại (1935), tập truyện ngắn